# Anacroneuria singularis
Anacroneuria singularis és una espècie d'insecte plecòpter pertanyent a la família dels pèrlids.
En el seu estadi immadur és aquàtic i viu a l'aigua dolça, mentre que com a adult és terrestre i volador.
Es troba a Sud-amèrica: Mato Grosso do Sul (el Brasil).